# Alexei Eremenko
Alexei Eremenko Junior (ryska: Алексей Алексеевич Ерёменко: Aleksej Aleksejevitj Jerjomenko; finsk transkribering: Aleksei Aleksejevitš Jerjomenko), född 24 mars 1983 i Rostov-na-Donu i Sovjetunionen (nu Ryssland), är en finländsk före detta landslagsspelare i fotboll.

## Fotbollssläkt
Alexei Eremenkos yngre bror Roman Eremenko är fotbollsspelare liksom brodern Sergej Eremenko, medan fadern Aleksej är tränare som tidigare har spelat i sovjetiska, finska, norska och grekiska ligan.

## Klubbar
Eremenko började som junior spela i FF Jaro och fortsatte till FC Metz år 1999. Karriären tog sedan fart på allvar i FC Jokerit och fortsatte sedan i HJK Helsingfors. Eremenko gick 2004 till US Lecce och flyttade därifrån 2006 till Saturn i Rysslands högsta liga efter att Lecce åkt ner till Serie B. Sedan år 2009 representerar han FC Metalist Charkiv i den ukrainska ligan. Säsongen 2010 var han utlånad till FF Jaro.
[uppföljning saknas]

## Landslag
Den 11 oktober 2003 spelade han sin första landskamp mot Kanada. Han hade en nyckelroll i VM-kvalet till VM 2006 i Tyskland, där han infriade de högt ställda förväntningarna. Med åtta mål blev Eremenko gruppens skytteligavinnare, trots att Finland inte klarade av att kvalificera sig till VM.
På hösten 2006 sade han till rysk media att han hade velat spela för det ryska landslaget men att gjort är gjort. I slutet av maj 2008 blev han petad från det finländska landslaget på grund av misstänkt rattfylleri.